# Castrol Index
Castrol Index — система сбора и анализа статистики для оценки тактико-технических действий отдельных игроков и команд в целом.
Система использует специальные математические формулы, которые оценивают различные выступления игроков с точки зрения их индивидуальных действий, а также ассистирования партнерам. Количество очков, которое начисляется каждому игроку, зависит от того сегмента поля, на котором происходит игровой эпизод. Если мяч находится в непосредственной близости к воротам, коэффициент возрастает, поскольку в этот момент вероятность гола повышается.
Прерванная или неточно отданная передача может сыграть как в пользу игрока, который её перехватил, так и против того, кто неуклюже пасовал мяч. Если нападающий не забил гол с пенальти, Castrol Index отдаст большее количество очков вратарю. Система также оценивает полезность действий в обороне. Подкат, отбор и вынос мяча оцениваются с точки зрения полезности для всей команды. Если защитник отобрал мяч и удачно начал атаку, он получит больше очков, чем, если бы вынес мяч за боковую линию.
По итогам матча игрокам присваивается оценка по десятибалльной шкале.
Данная система впервые была применена в 1966 году, во время проведения чемпионата мира в Англии. На протяжении многих лет, система Castrol Index проанализировала 12 мировых первенств по футболу, изучая действия игроков на каждом матче. Благодаря этому были выявлены 11 лучших игроков современности.
Раз в год система Castrol Index выявляет 11 лучших игроков топ-5 европейских лиг и показывает выбор экспертов, которыми являются деятели футбола прошлых лет, такие как Алан Ширер, Пьерлуиджи Коллина, Марсель Десайи, Оттмар Хитцфельд и другие.
Перед Чемпионатом мира по футболу 2010, система Castrol Index спрогнозировала выход в финал сборных Испании и Бразилии. В результате, Испания завоевала кубок, а сборная Бразилии была остановлена сборной Нидерландов в 1/4 финала турнира..

## Текущий рейтинг
Рейтинг за ноябрь 2011 
| Место | Игрок               | Позиция      | Страна | Клуб        | Баллы | Предыдущая позиция |
| ----- | ------------------- | ------------ | ------ | ----------- | ----- | ------------------ |
| 1     | Лионель Месси       | Нападающий   | ARG !  | «Барселона» | 1113  | ⇔ (1)              |
| 2     | Марио Гомес         | Нападающий   | GER !  | «Бавария»   | 1032  | ⇔ (2)              |
| 3     | Карим Бензема       | Нападающий   | FRA !  | «Реал»      | 1016  | ⇔ (3)              |
|       |                     |              |        |             |       |                    |
| 7     | Жерар Пике          | Защитник     | ESP !  | «Барселона» | 924   | ↓ (6)              |
| 10    | Андрес Иньеста      | Полузащитник | ESP !  | «Барселона» | 831   | ⇧ (13)             |
| 12    | Вильфредо Кабальеро | Вратарь      | ARG !  | «Малага»    | 827   | ↓ (10)             |

## Матч месяца
Каждый месяц игрок, который получил наибольшее количество очков за один матч, получает титул лучшего игрока месяца. Кроме того, после каждого сезона объявляется имя футболиста, который по его итогам оказался на вершине рейтинга.
| Январь 2010      | Уэйн Руни         | 2532 | «Манчестер Юнайтед» | «Халл Сити»        | 23 января   | [ 4 ]  |
| Февраль 2010     | Криштиану Роналду | 2163 | «Реал»              | «Херес»            | 13 февраля  | [ 5 ]  |
| Март 2010        | Мевлют Эрдинч     | 2307 | ПСЖ                 | «Сошо»             | 13 марта    | [ 6 ]  |
| Матч сезона 2010 | Лионель Месси     | 2828 | «Барселона»         | «Арсенал»          | 6 апреля    | [ 7 ]  |
| Игрок сезона     | Лионель Месси     |      | «Барселона»         |                    |             | [ 8 ]  |
| Сезон 2010-11    |                   |      |                     |                    |             |        |
| Август 2010      | Энди Кэрролл      | 1426 | «Ньюкасл Юнайтед»   | «Астон Вилла»      | 22 августа  | [ 9 ]  |
| Сентябрь 2010    | Лионель Месси     | 2790 | «Барселона»         | «Панатинаикос»     | 14 сентября | [ 10 ] |
| Октябрь 2010     | Криштиану Роналду | 2279 | «Реал»              | «Расинг Сантандер» | 23 октября  | [ 11 ] |
| Ноябрь 2010      | Димитр Бербатов   | 2593 | «Манчестер Юнайтед» | «Блэкберн Роверс»  | 27 ноября   | [ 12 ] |
| Декабрь 2010     | Рауль             | 2198 | «Шальке»            | «Кёльн»            | 18 декабря  | [ 13 ] |
| Январь 2011      | Димитр Бербатов   | 2251 | «Манчестер Юнайтед» | «Бирмингем Сити»   | 22 января   | [ 14 ] |
| Февраль 2011     | Алексис Санчес    | 2809 | «Удинезе»           | «Палермо»          | 27 февраля  | [ 15 ] |
| Март 2011        | Карим Бензема     | 2072 | «Реал»              | «Малага»           | 3 марта     | [ 16 ] |
| Апрель 2011      | Макси Родригес    | 2212 | «Ливерпуль»         | «Бирмингем Сити»   | 23 апреля   | [ 17 ] |
| Май 2011         | Криштиану Роналду | 2480 | «Реал»              | «Севилья»          | 7 мая       | [ 18 ] |
| Игрок сезона     | Лионель Месси     |      | «Барселона»         |                    |             | [ 19 ] |
| Сезон 2011-12    |                   |      |                     |                    |             |        |
| Август 2011      | Эдин Джеко        | 2435 | «Манчестер Сити»    | «Тоттенхэм»        | 28 августа  | [ 20 ] |
| Сентябрь 2011    | Лионель Месси     | 2674 | «Барселона»         | «Осасуна»          | 17 сентября | [ 21 ] |
| Октябрь 2011     | Андре Айю         | 2086 | «Марсель»           | «Аяччо»            | 22 октября  | [ 22 ] |
| Ноябрь 2011      | Марио Гомес       | 2502 | «Бавари»            | «Наполи»           | 2 ноября    | [ 23 ] |